# Toya – vilse i fjällen
Toya – vilse i fjällen  (originaltitel Toya og Heidi – Toya og Trygve på nye eventyr) är en norsk svartvit barnfilm från 1957 i regi av Eric Heed. Filmen är en uppföljare till 1956 års Toya rymmer och i titelrollen ses Aleidis Skard.

## Handling
Toya befinner sig på högfjället och har vinterferie tillsammans med sin faster och farbror. Hon har lärt sig åka skidor bra och blivit vän med lavinhunden Heidi. Trygve har vunnit en radiotävling som ger honom och åtta andra barn en ferie i fjällen. De bor på samma hotell som Toya och tillsammans har de roligt. Under en tur överraskas barnen av en storm och ett räddningsmanskap beger sig ut för att undsätta dem. Till slut finner hunden Heidi barnen välbehållna.

## Rollista
- Aleidis Skard – Toya
- Magne Ove Larsen – Trygve
- Gøril Havrevold – faster Inger
- Harald Heide Steen – farbror Bjørn
- Stig Egede-Nissen – Simon Fjeldstad, turledare
- Torhild Lindal – faster Agnete
- Erling Lindahl – morbror Erling
- Lillebil Nordrum – Kjerstin
- Marguerit Heed – Marguerit
- Barbro Lindeberg – Barbro
- Lotta Nordrum – Lotta
- Paul Ebbesen – Paul
- Mads Gjerdrum – Mads
- Jørgen Edberg – Jørgen
- Inger Berit Skinnarland – Inger Berit
- Torill Langrind – Torill
- Kai Wiggo Elnes – Kai Wiggo

## Om filmen
Toya – vilse i fjällen producerades av bolaget Toya-Film AS. Den regisserades av Eric Heed som även skrev manus tillsammans med Knut Vidnes efter en idé av Carl Ferdinand Gjerdrum. Den fotades av Bredo Lind och klipptes av Olav Engebretsen. Musiken komponerades av Gunnar och Maj Sønstevold.
Filmen hade premiär den 15 november 1957 i Norge och var då 61 minuter lång. Den 1 februari 1959 hade filmen svensk premiär på biograferna Draken och Göta Lejon i Stockholm. Filmen var då nedkortad till 59 minuter.